# Nyack

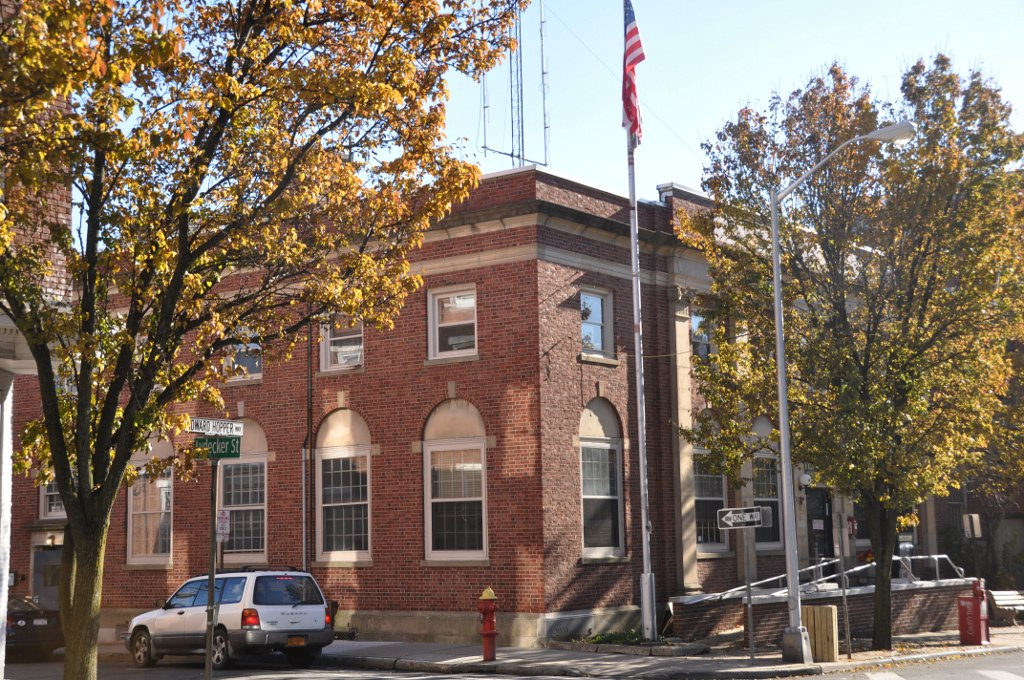
Village Hall

Nyack is een plaats (village) in de Amerikaanse staat New York. Nyack ligt grotendeels in Orangetown, en een heel klein deel in Clarkstown, beide deel van Rockland County. Het is een dichtbevolkte voorstad van de stad New York, een zogenaamde inner suburb. Samen met de aangrenzende plaatsen Central Nyack, South Nyack, Upper Nyack en West Nyack vormt het The Nyacks. De plaats werd in 1872 geïncorporeerd en telde 6765 inwoners in 2010.

## Geboren in Nyack
- Edward Hopper (1882-1967), kunstschilder
- Joseph Cornell (1903-1972), kunstenaar, filmmaker en verzamelaar
- Stella Maeve (1989), actrice